# Алексинское сельское поселение
Але́ксинское се́льское поселе́ние — муниципальное образование в составе Дорогобужского района Смоленской области России.
Административный центр — деревня Алексино.
Главой поселения и Главой администрации является Малащенкова Анна Васильевна.

## Географические данные
- Расположение: южная часть Дорогобужского района
- Граничит:
  - на севере — с Полибинским сельским поселением
  - на востоке — со Ушаковским сельским поселением
  - на юге — с Ельнинским районом
  - на западе — с Княщинским сельским поселением
- По территории поселения проходит автомобильная дорога Дорогобуж — Мархоткино.
- Крупные реки: Осьма, Рясна.

## История
Образовано Законом Смоленской области от 20 декабря 2004 года.
Законом Смоленской области от 25 мая 2017 года, в Алексинское сельское поселение c 5 июня 2017 года были включены все населённые пункты упразднённых Княщинского и Ушаковскоего сельских поселений.

## Население
| 2011  | 2012  | 2013  | 2014  | 2015 | 2016 | 2017 |
| ----- | ----- | ----- | ----- | ---- | ---- | ---- |
| 638   | ↗639  | ↘625  | ↘612  | ↘609 | ↗623 | ↘610 |
| 2018  | 2019  | 2020  | 2021  |      |      |      |
| ↗1301 | ↘1247 | ↘1213 | ↘1181 |      |      |      |

## Населённые пункты
В состав сельского поселения входят 32 населённых пункта:
| №  | Населённый пункт | Тип     | Население |
| -- | ---------------- | ------- | --------- |
| 1  | Алексино         | деревня | 510       |
| 2  | Афонино          | деревня | 0         |
| 3  | Барсуки          | деревня | 57        |
| 4  | Берёзовка        | деревня | 25        |
| 5  | Бражино          | деревня | 28        |
| 6  | Васюки           | деревня | 0         |
| 7  | Верховье         | деревня | 8         |
| 8  | Вязьмичи         | деревня | 11        |
| 9  | Городок          | деревня | 0         |
| 10 | Гриднево         | деревня | 8         |
| 11 | Громово          | деревня | 37        |
| 12 | Дубровка         | деревня | 1         |
| 13 | Еловка           | деревня | 35        |
| 14 | Княщина          | деревня | 302       |
| 15 | Кряково          | деревня | 1         |
| 16 | Лепешки          | деревня | 0         |
| 17 | Лукты            | деревня | 1         |
| 18 | Лыткино          | деревня | 12        |
| 19 | Мархоткино       | деревня | 47        |
| 20 | Митишково        | деревня | 46        |
| 21 | Мясники          | деревня | 55        |
| 22 | Немерзь          | деревня | 2         |
| 23 | Петрыкино        | деревня | 17        |
| 24 | Пискарево        | деревня | 26        |
| 25 | Подмощье         | деревня | 2         |
| 26 | Починок          | деревня | 4         |
| 27 | Секарево         | деревня | 1         |
| 28 | Следнево         | деревня | 33        |
| 29 | Старинцы         | деревня | 1         |
| 30 | Ушаково          | деревня | 161       |
| 31 | Хатунь           | деревня | 5         |
| 32 | Чамово           | деревня | 32        |